# طواف سان سيباستيان 2012
طواف سان سيباستيان 2012 هو سباق دراجات هوائية أقيم بتاريخ 14 أغسطس 2012، تكون السباق من 1 مراحل وامتدّ لمسافة 234 كم بسرعة 39.49 كم/س، استغرق السباق 5 ساعة 55 دقيقة 34 ثانية. فاز به الإسباني لويس ليون سانشيز وحلّ ثانيا سيمون جيرانس.

## الترتيب
| م                     | الدرّاج           | البلد    | الزمن                    |
| --------------------- | ---------------- | -------- | ------------------------ |
| الفائز بالترتيب العام | لويس ليون سانشيز | إسبانيا  | 5 ساعة 55 دقيقة 34 ثانية |
| الثاني                | سيمون جيرانس     | أستراليا |                          |